# عشق جنگلی او
عشق جنگلی او (انگلیسی: Her Jungle Love) یک فیلم ماجراجویی آمریکایی به کارگردانی ژرژ آرشنبو است که در سال ۱۹۳۸ منتشر شد. این فیلم در پالم اسپرینگز تصویربرداری شد.: ۱۶۸–۱۷۱ 

## گزیدهٔ بازیگران
- دوروتی لامور
- ری میلند
- لین آورمن
- جی. کارول نایش
- جاناتان هیل
- جیگز